# 中华荚果蕨
中华荚果蕨（学名：Matteuccia intermedia）为球子蕨科荚果蕨属下的一个种。其种加词“intermedia”意为“中间的”。
现接受名为[[]]（Pentarhizidium intermedium (C.Chr.) Hayata, 1928）。